# Cédric Klapisch
Cédric Klapisch [se.dʁik kla.piʃ], (Neuilly-sur-Seine, 4 de septiembre de 1961) es un realizador, actor, productor y guionista francés. En la década de los 80, empezó a rodar cortometrajes como In transit o Ce qui me meut (el nombre de este cortometraje es también el de su productora). Posteriormente, trabajó como guionista y como director cinematográfico. También ha dirigido un documental para la televisión francesa.

## Biografía
Nació en el seno de una familia judía, aunque es ateo. Sus abuelos maternos fueron deportados a Auschwitz Estudió en el liceo Rodin y, cuando terminó el bachillerato, intentó entrar en el IDHEC (Institut des hautes études cinématographiques, Instituto de estudios superiores cinematográficos), pero suspendió. Entró entonces a estudiar en la Universidad de París III, y después en la Universidad de París VIII en Saint-Denis, donde obtiene la licenciatura en cine. Su tesina sobre Tex Avery, Woody Allen y los Hermanos Marx se titula: «Le non-sens au cinéma, 6 ème sens du 7 ème art» (El disparate del cine, sexto sentido del séptimo arte). A los 23 años, se marcha a la Universidad de Nueva York, donde continuará sus estudios cinematográficos, durante dos años.
Tras acabar sus estudios, trabaja en diferentes rodajes antes de lanzarse a la realización de sus propios cortos. A pesar de una fuerte cobertura mediática, no logra el éxito esperado. Tendrá que esperar hasta Un air de famille (Como en las mejores familias) para pasar a formar parte del panorama audiovisual francés. Su talento quedará confirmado con L'auberge espagnole (Una casa de locos) y Ni pour ni contre (bien au contraire) (Ni a favor ni en contra (sino todo lo contrario).
En 1992, rodó su primera película, Riens du tout, que, aunque no tuvo muchos espectadores, fue bien recibida por la crítica. Un año más tarde, un canal de televisión le propuso hacer una película sobre una Universidad que se titularía Le péril jeune. Tenía muy poco presupuesto y fue protagonizada por Romain Duris y Vincent Elbaz, que se convertirían en dos de sus actores favoritos. Debido al éxito que tuvo cuando se emitió en televisión, dos años después se estrenó en el cine.
También durante la década de los 90 dirigió tres cortometrajes para impulsar el uso del preservativo en la lucha contra el SIDA: La chambre, Le Poisson Rouge y Le ramoneur des lilas. En 1996, rodó Chacun cherche son chat (Cada uno busca su gato), una historia que transcurre en un barrio en París, a la vez que preparaba una adaptación de la obra de teatro francesa Un air de famille (Como en las mejores familias). Agnès Jaoui y Jean-Pierre Bacri, los dos guionistas y protagonistas, le pidieron que adaptara la obra al cine. Aceptó y la película vendió 2 millones y medio de entradas, además de ganar dos premios César por el guion y otros dos por mejor actor y actriz secundarios (Catherine Frot y Jean-Pierre Daroussin).
Por esta época, su popularidad era escasa para lograr suficiente presupuesto para rodar un éxito de taquilla, que ya llevaba varios años escribiendo. Sin embargo, encontró un productor y rodó la película Peut-être en 1999 con Jean-Paul Belmondo y Romain Duris junto a Vincent Elbaz de nuevo. El filme en realidad no triunfó y los productores no quedaron satisfechos.
Tras esto, escribió una película policiaca, Ni pour ni contre (bien au contraire) [Ni a favor ni en contra (sino todo lo contrario)], pero el comienzo del rodaje quedó retrasado 4 meses y, en este periodo, decidió rodar en España otro proyecto con un presupuesto ridículamente bajo, Una casa de locos, que vendió 3 millones de entradas y se convirtió en su mayor éxito.
En 2005, rodó la secuela de Una casa de locos, Les poupées russes con muchos de los actores de la primera parte. Ésta también se convirtió en un éxito de audiencia y crítica. Recientemente, ha rodado la película París, que se estrenó en Francia el 20 de febrero de 2008.
Cédric Klapisch es un director famoso reconocido principalmente por la manera de grabar los detalles de la vida diaria. Uno de sus actores fetiche, Zinedine Soualem, que actúa en cinco de sus películas, dice que Klapisch rueda los detalles en los que la gente no se fija. Igualmente, se le considera un director que da una gran importancia a la música y al sonido de sus películas.

## Filmografía
- Glamour toujours (cortometraje)
- Jack le voyeur (cortometraje)
- 1986: In Transit (cortometraje)
- 1989: Ce qui me meut (cortometraje)
- 1991: Riens du tout
- 1994: 3000 scénarios contre un virus (compuesta por dos partes: Poisson rouge y La Chambre)
- 1995: Le péril jeune (telefilme)
- 1995: Lumière et compagnie (Lumière y compañía) (película documental)
- 1996: Chacun cherche son chat (Cada uno busca su gato)
- 1996: Un air de famille (Como en las mejores familias) (guion de Agnès Jaoui y Jean-Pierre Bacri, que obtuvo el César al mejor guion original o adaptación en 1997)
- 1998: Le ramoneur des lilas (cortometraje clasificado X)
- 1999: Peut-être
- 2002: Una casa de locos
- 2003: Ni pour ni contre (bien au contraire) (Ni a favor ni en contra (sino todo lo contrario))
- 2005: Les poupées russes
- 2008: París
- 2010: Aurélie Dupont danse l'espace d'un instant (documental)]]
- 2011: Ma part du gâteau
- 2013: Casse-tête chinois
- 2013: La chose sure (corto)
- 2017: Ce qui nous lie
- 2019: Deux moi (Tan cerca, tan lejos)
- 2022: En corps (Un paso adelante)

## Cameos
Al estilo de Alfred Hitchcock, Cédric Klapisch hace un cameo, o papel breve de extra, en sus películas:
- In transit: uno de los tres músicos de Nueva York.
- Ce qui me meut: el espectador de la sala de cine.
- Riens du tout: el hombre que prueba una cámara de vídeo mientras el nuevo jefe, Lepetit (Fabrice Luchini), observa a sus empleados.
- 3000 scénarios contre un virus: no hay cameo en "Le poisson rouge".
- Le Péril jeune: el joven padre en la maternidad.
- Cada uno busca su gato: un transeúnte que mira el póster del gato perdido y dice: «de todos modos, no me gustan los gatos.»
- Como en las mejores familias: el padre(1967) en los flashbacks.
- Le Ramoneur des Lilas: el chófer.
- Peut-être: el tendero malhumorado.
- Una casa de locos: el profesor de francés perdido en el momento de dar su clase en la Universitat de Barcelona.
- Ni pour ni contre (bien au contraire): el periodista que manda a Caty a grabar una entrevista.
- Las muñecas rusas: el viajero del Eurostar que espera fuera de los servicios en los que Xavier (Romain Duris) se ha encerrado para escribir.
- París: el hombre sobre el tejado durante la pesadilla de Philippe y el conductor del coche en el accidente de Caroline.